# Jean-Baptiste de La Curne de Sainte-Palaye
Jean-Baptiste de La Curne de Sainte-Palaye, né le 6 juin 1697 à Auxerre et mort 1er mars 1781 à Paris, est un historien, philologue et lexicographe français.

## Biographie

### Jeunesse et formation
Il est issu d’une ancienne famille : son père a été gentilhomme du duc d’Orléans, puis receveur du grenier à sel d’Auxerre.
Il a un frère jumeau, Edmond (mort en 1779), auquel il est très attaché - au point de refuser de se marier. Jamais ils ne se sont séparés : ils ont partagé le même logement, les mêmes habitudes, les mêmes cénacles, les mêmes amusements.
D’une santé délicate, La Curne de Sainte-Palaye ne commence ses études classiques qu’à l’âge de quinze ans, mais il se livre avec tant d’ardeur et de succès aux recherches érudites que, dès 1724, il est reçu membre de l’Académie des inscriptions et belles-lettres, après avoir travaillé sur les chroniqueurs du Moyen Âge et les origines de la chevalerie.

### Mission auprès de Stanislas Leszczynski (1725-1726)
En 1725, il est envoyé avec le chevalier de Vauchoux auprès de Stanislas Leszczynski, roi de Pologne en exil, qui réside depuis 1719 à Wissembourg, après qu'a été décidé le mariage de Louis XV avec Marie Leszczynska ; il est chargé de la correspondance entre la Cour de France et le prince. Il accompagne ensuite Stanislas à sa nouvelle résidence de Chambord, puis revient à Paris poursuivre ses travaux. 
Il conservera cependant des liens privilégiés avec Stanislas, le conseillant notamment lors de la fondation de la Société royale de Nancy en 1752. 

### L'érudit
En premier lieu, il rédige un mémoire sur deux passages de Tite-Live et de Denys d'Halicarnasse (1727). Puis il oriente ses recherches vers les origines nationales. Dans ce dessein, il retourne en 1749 en Italie (il y a fait un premier voyage en 1739), en rapporte quatre mille pièces inédites ou peu connues, apprend seul la langue provençale et forme avec ses immenses matériaux une collection de 23 volumes in-folio. Il s’intéresse encore à divers dépôts littéraires de France. Finalement il réunit plus de 4 000 notices de manuscrits et des copies des documents les plus précieux.
La lecture qu’il fait des chroniqueurs et des romanciers médiévaux le conduit à envisager une vaste entreprise : expliquer une des institutions les plus remarquables du Moyen Âge, la chevalerie ; composer un dictionnaire des antiquités françaises, enfin compiler un glossaire complet des variations de la langue française. 

### Principaux travaux
À son premier livre sur la chevalerie, où l’anecdote l’emporte sur l’érudition telle que nous l'entendons aujourd'hui, il ajoute une histoire des troubadours publiée séparément. Quant à la dernière partie des Mémoires sur l'ancienne chevalerie, tardivement parue (1781), elle contient d'intéressants Mémoires historiques sur la chasse, où l’on trouve abondance de documents sur l’histoire de la chasse en France, ainsi qu'une analyse détaillée du livre de Gace de La Bigne, Des Déduits de la chasse (p. 389-419).
Le Dictionnaire des antiquités françaises est son ouvrage le plus considérable : 40 volumes in-folio. Cette collection se trouve à la Bibliothèque Nationale, et ses dimensions ne permettent pas de songer à la publier, d'autant que c'est la partie la plus vieillie de son œuvre.
En 1756, il publie le Projet pour son Dictionnaire historique de l’ancien langage françois ; mais c'est Georges-Jean Mouchet qui rédigera cet énorme ouvrage, dont il existe deux manuscrits à la Bibliothèque Nationale, l'un en 31 volumes, l'autre en 61 volumes. Seul le premier tome sera publié, peu avant 1791.

### Distinctions
Ses Mémoires sur l'ancienne chevalerie lui ouvrent les portes de l’Académie française en 1758 ; il fait également partie des académies de Dijon et de Nancy et est correspondant de l’Accademia della Crusca. 
Les publications parues de son vivant ne rendent pas justice à un tel travailleur. Ce qui a permis qu'on le pille : "Sainte-Palaye, dont la science était immense, a laissé avec beaucoup de fatras des richesses que ses successeurs ont pillées et mises à profit sans songer à lui reporter l'honneur de ses découvertes" (Pélissier). Son rôle précurseur commence enfin à être reconnu par le milieu universitaire, à commencer par l'étranger.

## Œuvres
- Dictionnaire historique de l’ancien langage françois, premier volume.
- Lettre de divers auteurs sur le projet d'une place devant la colonnade du Louvre, pour y mettre la statue équestre du Roy, S.l., 1749, 1 vol. in-8° de IV+33pp (atrribué à La Curne par Barbier)
- Lettre à M. de B. [Bachaumont] sur le bon goût dans les arts et dans les lettres (1751), in-12
  - Lettre à M. de B. [Bachaumont] sur le bon goût... ; reprinté pat Minkoff à Genève en 1972, 12+96pp.
- édition : Histoire ou romance d'Aucassin et de Nicolette, tirée d'un ancien manuscrit composé vers le temps de S. Louis, et mise en langage moderne ; P., s.n., 1752, 60pp in-12 (Conlon, 1752 : 163)
- Mémoires sur l'ancienne chevalerie, considérée comme un établissement politique et militaire (1753), imprimés dans le vingtième volume du recueil de l’Académie des Inscriptions - existent en "tiré à part" à cette date, 1 volume, 255pp in-4°.
  - Mémoires sur l’ancienne chevalerie, publiés en deux vol. in-12, P., Duchesne, 1759
  - Mémoires sur l’ancienne chevalerie, nouvelle édition augmentée d'un volume, P., Veuve Duchesne, 1781
  - Mémoires sur l’ancienne chevalerie, avec une introduction et des notes historiques par M. Charles Nodier, P., Girard, 1826, 2 vol. (474, 487 p.) : pl. (d’après Quérard, cette "Introduction" et ces "Notes" seraient l’œuvre de Alexandre Barginet (1797-1843), qui, selon J. Larat, aurait été le collaborateur de Nodier. Un prospectus joint à l’ouvrage contient une notice signée : "Ch. Nodier".
  - L'ancienne chevalerie... Édition revue, annotée pour la jeunesse et complétée, par Armand de Solignac. Limoges, Barbou, 1877, 124pp, ill.
- édition : Les Amours du bon vieux temps. On n'aime plus comme on aimoit jadis ; constitué de Aucassin et Nicolette et de La Châtelaine de Saint-Gilles, "Vaucluse" (Paris, Duchesne), 1756, in-12
- Projet d'un glossaire françois ; P., Guérin et Delatour, 1756, II+30pp in-4°
- Discours prononcé dans l'Académie françoise, le lundi 26 juin MDCCLVIII, à la réception de M. de La Curne de Sainte-Palaye, P., Brunet, 1758, in-4° (contient le discours de La Curne et la réponse de l'abbé Alary)
- Dictionnaire de la langue romane, ou du vieux langage françois ; P., Saillant, 1768.
- Histoire littéraire des troubadours, contenant leurs vies, les extraits de leurs pièces, et plusieurs particularités sur les mœurs, les usages et l'histoire du douzième et du treizième siècles ; édition mise en ordre et publiée par l'abbé Millot ; P., Durand neveu, 1774, 3 volumes in-12 de LXVIII+472pp, VIII+504pp & VIII+456pp
  - Histoire littéraire des troubadours..." , reprint par Slatkine à Genève, 1967
- Il faut y joindre la série d’excellents et précieux Mémoires, insérés dans le recueil de l’Académie des inscriptions et belles-lettres (t. VII, X, XIII, XIV, XV, XVII, XX, XXIV).
- La Curne de Sainte-Palaye a en outre laissé une centaine de volumes in-folio de manuscrits, que se partagent la Bibliothèque nationale et l’Arsenal, contenant les matériaux d’un Glossaire français, dont il publia lui-même le Projet (1756, in-4°) et dont il confia l’exécution à Georges-Jean Mouchet : de cet important ouvrage, rédigé en dix ou douze volumes in-folio, il ne fut imprimé de son vivant qu’une partie du tome Ier. L’impression en fut reprise au siècle suivant :
- Dictionnaire historique de l'ancien langage François ou Glossaire de la langue françoise depuis son origine jusqu'au siècle de Louis XIV, publié par les soins de Léopold Favre (et Léon Pajot pour les tomes IV-X) ; Niort, Favre & P., Champion, 1875-1882, 10 volumes in-4°. En ligne sur Gallica .